# Wołodymyr Piatenko
Wołodymyr Mykołajowycz Piatenko, ukr. Володимир Миколайович Пятенко, ros. Владимир Николаевич Пятенко, Władimir Nikołajewicz Piatienko (ur. 9 września 1974 w obwodzie kemerowskim, Rosyjska FSRR) – ukraiński piłkarz pochodzenia rosyjskiego, grający na pozycji obrońcy, trener piłkarski.

## Kariera piłkarska

### Kariera klubowa
W 1991 rozpoczął karierę piłkarską w klubie Okean Kercz, skąd latem 1992 roku przeniósł się do Tawrii Symferopol. 4 października 1992 roku debiutował w Wyszczej Lidze w meczu z Weresem Równe (3:2). W lipcu 1995 został zaproszony do Szachtara Donieck. Na początku 1998 przeszedł do Metalista Charków, któremu pomógł powrócić do Wyszej Lihi. W latach 1999–2002 bronił barw Metałurha Donieck. W lipcu 2002 został wypożyczony do Worskły Połtawa. Na początku 2002 wyjechał do Rosji, gdzie dwa lata występował w rosyjskim SKA-Eniergija Chabarowsk. W 2005 zakończył karierę piłkarską w zespole Nywa Winnica.

### Kariera reprezentacyjna
W latach 1994–1995 występował w młodzieżowej reprezentacji Ukrainy.

## Kariera trenerska
Po zakończeniu kariery piłkarską w 2008 rozpoczął pracę trenerską w klubie Metałurh Donieck. Najpierw pomagał szkolić piłkarzy, a od 12 listopada 2010 po dymisji Nikołaja Kostowa pełnił obowiązki głównego trenera. W styczniu 2011 zmienił go na tym stanowisku Andriej Gordiejew, ale po jego dymisji w maju 2011 ponownie objął stanowisko głównego trenera. 23 sierpnia 2012 podał się do dymisji. W marcu 2013 rozpoczął pracę jako główny trener ormiańskiego Bananca Erywań. Wynik pracy był bardzo zły, klub pod jego kierownictwem zajął ostatnie miejsce w mistrzostwach Armenii i spadł do drugiej ligi, po czym trener został zwolniony z zajmowanego stanowiska. 5 sierpnia 2013 powrócił do prowadzenia Metałurha Doniecka jako pełniący obowiązki trenera. 16 czerwca 2014 roku po raz kolejny stał na czele Metałurha Doniecka. 1 lutego 2017 został mianowany na stanowisko głównego trenera Krumkaczy. 23 maja 2017 z przyczyn rodzinnych opuścił białoruski klub. 12 stycznia 2018 stał na czele klubu Obołoń-Browar Kijów, którym kierował do końca maja 2018.

## Sukcesy i odznaczenia

### Sukcesy klubowe
- wicemistrz Ukrainy: 1997
- brązowy medalista Mistrzostw Ukrainy: 2002, 2003
- mistrz Pierwszej Lihi Ukrainy: 1998
- zdobywca Pucharu Ukrainy: 1997